# Karel III van Alençon
Karel III van Alençon (circa 1337 - Lyon, 5 juli 1375) was van 1346 tot aan zijn dood graaf van Alençon en van 1365 tot aan zijn dood aartsbisschop van Lyon. Hij behoorde tot het huis Valois-Alençon.

## Levensloop
Karel III was de oudste zoon van graaf Karel II van Alençon en diens tweede echtgenote Maria, dochter van Ferdinand de la Cerda, troonpretendent van het koninkrijk Castilië. Na de dood van zijn vader in 1346 werd hij graaf van Alençon.
Nadat Karel in 1358 toetrad tot de Dominicanen en dus geestelijke werd, deed hij in 1361 afstand van het graafschap Alençon ten voordele van zijn jongere broer Peter II.
In 1365 werd Karel verkozen tot aartsbisschop van Lyon. Op die manier werd hij eveneens primaat van Frankrijk. Als aartsbisschop verzette Karel zich fel tegen de aantasting van zijn rechten als primaat van Frankrijk door koning Karel V van Frankrijk.
Karel III van Alençon stierf in juli 1375.